# شرلی باباشوف
شرلی باباشوف (به انگلیسی: Shirley Babashoff) (زادهٔ ۳۱ ژانویهٔ ۱۹۵۷) شناگر اهل ایالات متحده آمریکا است.